# O mladeniču, ki bi rad poznal strah
O mladeniču, ki bi rad strah poznal je slovenska ljudska pravljica, prvič objavljena leta 1955. Zapisal jo je J. P. Planinski (Janko Pukmajster).
Pravljica govori o mladeniču, ki bi rad poznal strah. Velikokrat je že slišal o njem, vendar ga je hotel spoznati. Nekega dne se je mladenič odpravil od doma z namenom, da bo poiskal strah. Na koncu pravljice le izvemo, kakšen naj bi bil ta strah. Mladenič ga le na nekakšen način najde in občuti. Preden je odhajal od doma mu je že mati rekla, da je strah taka stvar, ki je na sredi votla, okoli je pa nič ni.

## Analiza pravljice
- Pripovedovalec: prvoosebni in tretjeosebni
- Glavna oseba: mladenič
- Stranske osebe: gospodar, mlinar, graščak, mati, devet vragov, razbojnik
- Čas dogajanja: neznan
- Prostor dogajanja: na vasi, v mlinu, v starem gradu
- Motivi: star grad, mlin, iskanje strahu
- Ključne stvari: nasvet matere, soočenje z devetimi vragi in velikanom
- Okrasni pridevki: ljubi, srečen, star
- Pomajševalnice: sinko

## Liki
- Mladenič - glavni književni lik, katerega ime je neznano in ima vlogo junaka. Njegovo junaštvo se pokaže skozi zgodbo trikrat. Prvič na začetku pravljice, ko se zaposli za hlapca pri prvem gospodarju. Kljub obešancu je na vasi mirno pobral sekiro in jo odnesel nazaj gospodarju. Drugič svoje junaštvo pokaže pri mlinarju, ko poskrbi za devet vragov. Tretjič pa se tudi ne ustraši gradu, kjer naj bi vsako noč strašilo. Mladenič naredi tudi dobro delo nekdanjemu lastniku gradu, ki je nekoč zatiral svoje podložnike in služil denar na nepošten način.
- Trije različni gospodarji - mladeniču so hoteli pokazati strah, vendar jim to ni uspelo. Mladenič je bil hrabrejši od vsega kar naj bi strašilo.
- Strahovi - prikazani so bili v treh obrazih, kot obešanec na trgu, velikan in devet vragov.
- Mladeničeva mama - oseba, ki je vedela sinu povedat kakšen je strah. Vendar sin ji ni verjel, dokler ni sam prišel do iste definicije strahu, kot mu jo je povedala mama.

## Interpretacija dela
- Pravljica ima nekatere tipične značilnosti ljudskih pravljic. Kraj in čas dogaja nista določena, zasledimo pa da se dogaja v prastarih časih. Vsi liki so brez imen, poimenovani so z  graščak,  sin, mati, mladenič, hlapec, mlinar, vragi, velikan in gospodar. Prav tako se pojavljajo nasprotja slabo-dobro (mladenič-graščak) in bogati-revni (plemstvo-kmetje). V pravljici so vidna tudi pravljična števila . Število tri poimenuje tri različne gospodarje in  tri kadi polne treh različnih oblik denarja. Število devet predstavlja devet vragov, ki strašijo v mlinu. Na neki način je pokazano tudi, da dobro premaga zlo.

- Interpretacija dela po Brunu Bettelheimu: 
 Bettelheim ima psihoanalitski pogled na pravljice. Pri vzgoji otroka je najpomembnejše, da mu pomagamo poiskati smisel v življenju. Preden ga otrok najde, si mora nabrati veliko izkušenj povezanih z odraščanjem. Otrok bo zadovoljen šele takrat, ko bo našel tisti pravi občutek smisla. Vrsto smisla pa najde otrok v pravljicah. Otrok doživlja pravljične motive kot čudežne, ker v njih sluti razumevanje in upoštevanje svojih čustev, upov in bojazni, ne da bi jih moral spravljati na površje. Pravljice so povezane z zavednim in nezavednim delom. Pri mladeniču ni videti strahu v zavednem delu, ampak strah pride iz nezavednega dela. Obstajajo tudi pravljice, ki nam pripovedujejo o potrebi, da občutimo strah. 
 Enkratna vrednost pravljic je po Bettelheimu v tem, da  na najrazličnejše načine otrokom sporočajo, da se v življenju ni mogoče izogniti spopadanju z resnimi težavami, da je ta boj bistveni del človekovega obstoja.  Človek  pred njimi ne beži, temveč premaga vse ovire in na koncu zmaga.Mladenič ni bežal pred strahom, ampak je premagal vse ovire, da bi spoznal strah.

- Na neki način je pokazano tudi, da dobro premaga zlo. Nekdanji graščak pelje hlapca do kleti, kjer ima shranjen nepošteno zaslužen denar. Pokore ga odreši mladenič, ki ta denar razdeli med siromake, lastniku gradu in hlapcu. Pomen tega je bil, da svojega bogastva tako v materialnem kot v duhovnem smislu ni delil z drugimi, je bil nesrečen in nemiren, saj je tako nekdanji graščak postal suženj samega sebe.

## Motivno-tematske povezave
- Pravljico O mladeniču, ki bi rad strah poznal  lahko primerjamo s pravljico O fantu, ki je šel po svetu strahu iskat, ki sta jo zapisala Jakob in Wilhem Grimm. V pravljici junak  preživi pustolovščine, od katerih ljudem vstajajo lasje pokonci, ne da bi se ustrašil, toda zadovoljstvo v življenju najde šele takrat, ko spet občuti strah.
- Podobna različica se nahaja tudi v angleškem jeziku: The story of the youth who went forth to learn what fear was.

- Pravljico lahko primerjamo še z naslednjimi pravljicami iz svetovne mladinske književnosti.

- O sinu, ki je imel kratek konec pameti in mrvico zastopnosti 
 Mladeniču je umrl oče. Ostal je sam, zato se je odločil, da gre po svetu. Medtem ko je hodil od vasi do vasi, je vsem ljudem želel srečo.
- Tri dragocenosti 
 Govori o mladeniču, ki je moral poiskati tri dragocenosti, da bi lahko dobil mlado izvoljenko. Moral je odpotovati po svetu, da je bi našel vse tri dragocenosti. Na koncu vse tri dragocenosti dobi.
- Butec se uči, da bi se spametoval 
 Fant, ki so ga imenovali butec, odide po svetu, da bi se spametoval.
- Če se človek boji zlih duhov 
 Človek se na začetku pravljice ni bal zlih duhov. Ko pa se je nekega večera vračal domov, se je iz obrobja ceste kazala rdeče obarvana megla. On se je megle zelo prestrašil. Pri sebi si je govoril, da pa morda res obstajajo zli duhovi.
- Iznajdljivi džigit 
 Iznajdljivi džigit je bil fant, ki se je v vsem znašel. Vedno je pretental svojega gospodarja. Gospodar mu je nekega dne ukazal, da lahko poje samo kos kruha in čaj. Naslednji dan ga gospodar pošlje na pašo. Džigit je nato ubil ovco in se s prijatelji do sitega najedel. Naprej je še vedno delal enako, da ni bil nikoli lačen.
- Deček, ki je hotel vse vedeti 
 Deček je vedno spraševal očeta, kdo maje drevje, kdo piha veter, kdo ponoči prižiga zvezde, ker pa ni dobil pravilnega odgovora, se je sam odpravil po svetu, poizvedovat o teh stvareh.

## Izdaje
- Slovenske narodne pravljice, knjigo doslej izdali dve založbi:

- Mladinska knjiga, 1955, 1959, 1965, 1972, 1974, 1989, 1997, 2004
- Karantanija, 2001.

- Slovenske pravljice, Nova revija, 2002.